# ثوريانيت
الثوريانيت هو معدن نادر إشعاعي النشاط قوامُه أكسيد الثوريوم. وصفه فيلسوف السريلانكي الأصل أناندا كوماراسوامي في 1904، يتراوح لونه ما بين رمادي داكن، وأسود ضارب إلى البني أو أسود ضارب إلى الزُّرقة. وكثيراً ما يشتمل على يورانيوم وبعض العناصر الأرضية النادرة. يتواجد في سريلانكا ومدغشقر، وفي ألاسكا وكندا وسيبيريا.